# Mleczna (Jordanów Śląski)
Mleczna (deutsch Mlietsch, veraltet auch Mlitsch; 1936–1945 Lohetal) ist ein Ort in der Landgemeinde Jordanów Śląski (Jordansmühl) im Powiat Wrocławski in der Woiwodschaft Niederschlesien in Polen.

## Geschichte
„Mlesco“ wurde erstmals 1288 urkundlich erwähnt. Dem Namen nach geht Mlietsch eine slawische Gründung voraus, die im Zuge der Ostkolonisation durch deutsche Siedler neu erschlossen wurde. Mleitsch war bis zur Säkularisation Eigentum des Breslauer Domkapitels. Es lag zwei Meile von Nimptsch entfernt und zählte 1783: eine Scholtisei, fünf Bauern, eine Windmühle, vier Gärtner, sieben Häusler und 132 Einwohner. Nach der Säkularisation gehörte es dem königlichen Rentamt Nimptsch. 1845 zählte Mlietsch 22 Häuser, eine Freischoltisei, 162 Einwohner (davon 5 katholisch und der Rest evangelisch), evangelische Kirche zu Jordansmühl, katholische Kirche zu Rothschloß, drei Handwerker und ein Kramer.
Nach dem Ersten Schlesischen Krieg fiel Mlietsch mit dem größten Teil Schlesiens an Preußen. Die alten Verwaltungsstrukturen wurden aufgelöst und Mlietsch in den Kreis Nimptsch eingegliedert, mit dem es bis zu seiner Auflösung 1932 verbunden blieb. Seit 1874 gehörte Mlietsch zum Amtsbezirk Jordansmühl. 1932 wurde Mlietsch in den Landkreis Reichenbach eingegliedert. Am 6. Juli 1936 erfolgte die Umbenennung der Gemeinde in Lohetal.
Als Folge des Zweiten Weltkriegs fiel Mlietsch mit dem größten Teil Schlesiens an Polen. Nachfolgend wurde es in Mleczna umbenannt. Die deutschen Einwohner wurden, soweit sie nicht schon vorher geflohen waren, vertrieben. Die neu angesiedelten Bewohner waren teilweise Zwangsumgesiedelte aus Ostpolen, das an die Sowjetunion gefallen war.